# Bataille de Parme (1248)
Pour les articles homonymes, voir Bataille de Parme.
Guerres entre guelfes et gibelins
Batailles
1150 – 1200
- Vernavola (1154)
- Spolète (1155)
- Tortone (1155)
- Milan (1158)
- Siziano (1159)
- Crema (1159)
- Carcano (1160)
- Milan (1162)
- Prataporci (1167)
- Alexandrie (1174-1175)
- Legnano (1176)

1201 – 1250
- Calcinato (1201)
- Casei Gerola (1213)
- Cortenuova (1237)
- Brescia (1238)
- Faenza (1239)
- Giglio (1241)
- Viterbe (1243)
- Parme (1248)
- Fossalta (1249)
- Cingoli (1250)

1251 – 1300
- Bataille de Montebruno (1255)
- Cassano (1259)
- Montaperti (1260)
- Bénévent (1266)
- Tagliacozzo (1268)
- Colle (1269)
- Roccavione (1275)
- Desio (1277)
- Forlì (1282)
- Pieve al Toppo (1288)
- Campaldino (1289)

1301 – 1350
- Pavie (1302)
- La Lastra (1304)
- Milan (1311)
- Soncino (1312)
- Gaggiano (1313)
- Rho (1313)
- Ponte San Pietro (1313)
- Scrivia (1315)
- Montecatini (1315)
- Pavie (1315)
- Sestri (1318)
- Bardi (1321)
- Mirandola (1321)
- Gorgonzola (1323)
- Vaprio d'Adda (1324)
- Altopascio (1324)
- Zappolino (1325)
- San Felice (1332)
- San Quirico (1341)
- Gamenario (1345)

1351 – 1402
- Mirandola (1355)
- Casorate (1356)
- Solara (1356)
- Alexandrie (1391)
- Casalecchio (1402)

La bataille de Parme est un conflit armé s'étant déroulé le 18 février 1248 entre les forces de l'empereur du Saint-Empire romain germanique Frédéric II et la Ligue lombarde. Les guelfes attaquent le camp impérial pendant l'absence de Frédéric II. Les forces impériales sont vaincues et une grande partie du trésor de Frédéric est perdue.

## Contexte historique
La commune libre de Parme avait depuis longtemps soutenu le parti gibelin (pro-impérial). Cependant, elle était également considérée comme une place forte importante à prendre par les guelfes (pro-papaux), en raison de son économie florissante et de sa position sur la Via Francigena,.
Le 25 juin 1243, Innocent IV, qui avait plusieurs amis dans la ville et avait occupé plusieurs postes dans le diocèse local, est élu pape. Il entreprend alors un plan pour rallier Parme au côté des guelfes, en remplaçant l'évêque actuel par Alberto Sanvitale, qui lui était plus loyal, et en ordonnant aux Franciscains locaux de convaincre la population de changer de camp. Les relations déjà tendues entre l'empereur Frédéric II et le pape s'enveniment : la situation est encore aggravée par le coup d'État par lequel la ville tombe aux mains d'un groupe guelfe, comprenant Ugo Sanvitale (le frère du nouveau évêque de Parme) et Bernardo di Rolando Rossi (le beau-frère du pape et ancien collaborateur de Frédéric).
L'empereur apprend de la rébellion alors qu'il se trouve à Pavie. Il rassemble immédiatement une armée, marche contre Parme depuis l'Émilie, renverse Rolando Rossi et installe Tebaldo Franceschi comme nouveau capitaine de la ville. Cependant, Innocent IV poursuit sa campagne de haine contre Frédéric aussi bien en Lombardie que dans le royaume de Sicile, avec des lettres adressées à la noblesse et au clergé locaux. Plusieurs nobles, dont les Sanseverino et trois Fasanella, fomentent un complot contre l'empereur en 1244 : cependant, ils sont trahis par un participant, et beaucoup sont arrêtés et exécutés. Certains conspirateurs cherchent la protection du pape, qui, entre-temps, s'est installé à Lyon, plus éloignée des armées impériales. Ici, il convoque le Concile de Lyon en 1245, où il est décidé de confirmer l'excommunication de l'empereur, proclamée en 1227 par Grégoire IX

## La bataille
Maintenant que la participation papale dans le complot contre lui était devenue claire, Frédéric écrivit aux nobles pour les informer du comportement vil du pape, et marcha avec une armée vers Lyon en 1247. Une fois arrivé à Turin, cependant, il reçut la nouvelle que Parme avait de nouveau rebellé. Selon Salimbene de Adam, un groupe de réfugiés parmesans guelfes qui s'étaient réfugiés à Plaisance, dirigé par Ugo di Sanvitale (le frère du nouveau évêque de Parme) et Bernardo di Rolando Rossi (le beau-frère du pape et ancien collaborateur de Frédéric). Ils ont vaincu la garnison impériale sous le podestat impérial Enrico Testa près de Borgo Val di Taro et ont occupé la ville sans résistance, puisque la garnison d'Enzio de Sardaigne, le fils de Frédéric, assiégeait Quinzano. Frédéric a immédiatement détourné ses troupes vers l'Émilie, et en même temps, il a appelé des renforts des seigneurs et communes amicaux. L'armée impériale a également été rejointe par Enzio, qui a levé le siège de Quinzano, et par un contingent de Crémone dirigé par Ezzelino III da Romano, ainsi que par des soldats de Padoue, Vérone et Vicence.
Le pape a fait de son mieux pour envoyer de l'aide à Parme depuis des villes fidèles à lui, telles que Milan, Plaisance, Mantoue et Ferrare. Gregorio di Montelongo a réussi à atteindre la ville, organisant sa défense avec Bernardo Rossi et Gilberto da Gente.
Peut-être en raison d'une pénurie d'armes de siège, Frédéric décida de prendre la ville par la famine. Cependant, les guelfes étaient déterminés à résister grâce à l'aide papale, et le siège dura huit mois. Frédéric ordonna la construction d'un camp retranché près de Grola, l'appelant Victoria (latin pour « victoire »), comprenant des maisons, des palais et une église, déclarant qu'il deviendrait le siège de son royaume après la chute de Parme. Cependant, plusieurs nobles l'ont abandonné. De plus, le 12 février 1248, Gregorio di Montelongo lança une sortie : après les souffrances qu'ils avaient endurées pendant le siège, le peuple en armes suivit l'image de la Sainte Vierge et attaqua, tandis que Frédéric chassait dans la vallée du Taro, et Vittoria fut détruite. Il se réfugia à Borgo San Donnino, puis se rendit à Crémone.

## Conséquences
La défaite à Parme a été une défaite décisive pour Frédéric, qui a dû abandonner pour toujours tout rêve de conquérir le nord de l'Italie. La Deuxième Ligue lombarde a récupéré certains territoires, toute l'Émilie et la Romagne ont embrassé la cause guelfe, tandis que le marquisat de Montferrat et la république de Gênes lui sont restés hostiles. Ezzelino III, malgré son maintien du côté gibelin, a chassé le gouverneur impérial de Monselice.
Selon le chroniqueur franciscain anti-impérial Salimbene de Adam, « Parme fuit causa totius ruine » (« Parme fut la cause de toute la ruine »).
Depuis lors, la devise de la ville est « Hostis turbetur quia Parmam Virgo tuetur » (« Que l'ennemi soit dispersé, car la Sainte Vierge protège Parme »).